# 1-й уланский полк (Австро-Венгрия)
1-й ула́нский полк, полное название 1-й императорский и королевский галицийский уланский полк имени рыцаря фон Брудерманна (нем. K.u.k. Galizisches Ulanen-Regiment „Ritter von Brudermann“ Nr. 1) — кавалерийский полк Императорских и королевских уланов Австро-Венгрии.

## История

### Образование
Полк создан в 1791 году по приказу императора Леопольда I на основе кавалерийских подразделений, созданных ещё Иосифом II 21 октября 1784. Имя полка неоднократно менялось в зависимости от его покровителя. Добровольцев в уланский полк набирали в основном из Галиции, но туда также переходили пехотинцы из пехотных полков: 56-го (Вадовице), 20-го (Ной-Сандез), 13-го (Краков).

### Война второй коалиции
Первые бои полк провёл в Италии в 1794 году против французов. В 1795 году полк отличился под Савоной и Сан-Джакомо, за что капитан Броховский был награждён орденом Марии-Терезии. Полк сражался также под Вольтри и Лоано. Шесть эскадронов в 1796 году сражались под Вольтри, Милессимо, Кодоньо и Лоди. За эти бои был произведён в подполковники капитан фон Домокош и награждён орденом Марии-Терезии. В начале августа 1796 года два эскадрона отправились в корпус Давидивича, остальные остались в составе основных сил. Последние бои полк вёл под Кальяно, Бассано, Кастелларо и Ла-Фаворита, а также оборонял Мантую. 2-й дивизион воевал под Калдьеро, Арколе и Риволи.
В 1797 году после капитуляции Мантуи шесть эскадронов вернулись в Австрию. 2-й дивизион служил в Каринтии, не участвуя в боях. После перемирия эскадроны вошли в Далмацию. В 1799 году полк прибыл в Германию, где сражался под Острахом, а позднее перешёл в Среднерейнский корпус Старай, где нёс гарнизонную службу. Оборонял позици на Кель. В 1800 году сражался против французов под Мёзкирхом, Биберахом, Швабмюнхеном, Нересхаймом и Одельцхаузеном. В июне подполковник Валльмоден с полком отправился в долину рек Мург и Кинциг. Осенью полк был расквартирован в Регенсбурге и под командованием капитана Карла Вильгельма фон Шайблера совершал диверсии против французов (он сражался в Эттингене в Баварии против французских кирасиров).
В 1801-м году часть 1-го уланского полка была включена в состав новосозданного 3-го уланского полка.

### Война третьей коалиции
В 1805 году шесть эскадронов были в составе корпуса Кинмайера в Германии. Дивизион подполковника был в резерве, вступил после битвы под Ульмом в подчинение эрцгерцога Фердинанда и сражался под Штекеном. После отступления корпуса Мервельдта в Верхнюю Штирию капитан барон фон Менген сам вывел свой эскадрон, избавившись от преследования двух пехотных батальонов противника, за что был награждён орденом Марии-Терезии. Капитан Шайблер также отличился в той войне во время боёв за вражеский пост под Урфаром, был произведён в майоры лёгкого кавалерийского полка Розенберга.

### Война пятой коалиции
В 1809 году 2-й корпус Коловрата вместе с полком пребывал в Германии: майор граф Менсдорфф сражался под Амбергом. Полк сумел взять Хоф и направлялся к Регенсбургу, где 21 апреля столкнулся с французским эскадроном и с большими потерями сумел выбраться из окружения. Шесть эскадронов прибыли в Соммаривский дивизион, который сражался во множестве битв. В июле он был переброшен в Богемию к 1-му дивизиону и далее сражался против армии Саксонии за Гефреес и Нюрнберг. Подполковник Менсдорфф был награждён орденом Марии-Терезии, капитан Менген был произведён в майоры 3-го уланского полка.

### Война шестой коалициииСто дней Наполеона
В 1813 году полк с тремя дивизионами пребывал во Внутренней Австрии: два дивизиона обороняли Лойбль, отряды дивизиона подполковника — под Файштрицем, Липпой и Крайнбергом. Позднее кавалерийские эскадроны 1-го полка бились в Италии под Бассано-дель-Граппа и Сан-Марко, ещё два эскадрона обороняли Пальманнову. В 1814 году полк продвинулся от Мантуи до реки По, поучаствовав в нескольких стычках. У Вольты лейтенант полка Фауш принял командование 10-м батальоном фельдъегерей. Ещё один эскадрон сражался под Мондзамбано. Также полк участвовал в последней войне с наполеоновской Францией.

### Восстание 1848—1849 годов
В 1848 году полк подавлял восстание в Праге, а позднее под командованием фельдмаршала князя Виндиша-Гретца сражался против повстанцев под Швехатом. Дивизион подполковника участвовал в боях против венгров в Бабольне. В 1849 году полк сражался под Вайтценном, Шемнитцем и Капольной (в последнем бою отличился 2-й дивизион майора). Участвовал в перестрелках под Калом и Эгер-Фармошом. Отряд полковника Альмаши попал под Лошончом в засаду и был наголову разгромлен. Ещё один дивизион бился под Хатваном и Пуста-Чемом.
Летом пять с половиной эскадронов частично были расквартированы в Коморне, частично в Вааге и участвовали в боях под Вашарутом, Бёёшем, Асодом и Передом. До конца войны вели бои под Коморном. 3 августа в битве при Пуста-Геркай полк графа фон Ностица потерял три батальона и всю артиллерию. Половина эскадрона сражалась на южном фронте под командованием бана Йосипа Елачича под Бужимом, а 1-й дивизион майора в июне бежал из Богемии в Венгрию и вступил в состав отряда русского генерала Ф. С. Панютина.

### Сардинская война
В 1859 году полк служил в Италии, неся гарнизонную службу. Сражался под Борго-Верчелли и Новарой. В битве при Магенте сражался только его 4-й эскадрон. Отличился под Сольферино.

### Война с Германией
В 1866 году пять эскадронов под командованием фельдмаршал-лейтенанта Жиковского стояли на границе с Пруссией (в Галиции). В битве под Аушвицем отличились 4-й и 5-й эскадроны. 6-й эскадрон сражался под местечками Кенты, Дзидзиц, Гочалковице и преследовал легион Клапки.

### Первая мировая войнаи конец полка
В Первую мировую войну полк сначала использовался как вспомогательное подразделение и отличился в боях под Ярославице 21 августа 1914. 4-я кавалерийская дивизия, в составе которой был полк, не участвовала фактически в боях и постепенно переформировывалась в пехоту.
В октябре 1918 года о независимости объявила Польша. Поляки и галичане провозгласили Временное правительство, чтобы призвать все польские подразделения бывшей австро-венгерской армии вернуться на родину. Военное министерство Австро-Венгрии не могло удовлетворить этот запрос, поскольку необходимо было предварительно демобилизовать необходимые подразделения, на что никто согласие давать не собирался. Здесь теряются следы полка, поэтому неизвестно, были ли включены все уланы полка в состав польской армии.

## Описание полка

### Структура
- Подчинение: 11-й армейский корпус, 8-я кавалерийская дивизия, 21-я кавалерийская бригада.
- Национальный состав: 85 % поляков, 15 % прочих национальностей[3].
- Языки: польский.

### Униформа
- 1790 год: жёлтая чапка, травянисто-зелёная куртка, тёмно-красные лацканы, белые плотные брюки, жёлтые пуговицы
- 1798 год: золотая чапка, тёмно-зелёные куртка и брюки, тёмно-красные лацканы, жёлтые пуговицы
- 1865 год: жёлтая татарка, голубые мундир-уланка и брюки, бордовые лацканы, жёлтые пуговицы
- 1868 год: золотая татарка, голубая уланка, бордовые брюки и лацканы, жёлтые пуговицы
- 1876 год: золотая чапка, голубая уланка, бордовые брюки и лацканы, жёлтые пуговицы

## Гарнизоны
| - 1791: Шарошпатак / Розенау-ам-Хенгстпас - 1793—1794: Лоди - 1798—1799: Штраубинг - 1801—1805: Пардубиц - 1806: Габель / Бишоф-Тайниц - 1807—1809: Клаттау - 1810: Пардубиц - 1811: Гая / Дьёндьёш - 1812—1813: Надь-Тапольчан - 1814—1815: Дебрецен - 1815: Санкт-Флориан | - 1816: Гроссвардайн - 1817: Вена - 1818: Саац - 1843: Вена - 1845—1848: Пардубиц - 1849: Нойсоль - 1850: Санкт-Георген / Бераун - 1851: Санкт-Георген - 1854: Кракау - 1855—1859: Вессели | - 1860: Вессели - 1862: Мариш-Нойштадт - 1863—1866: Тарнув - 1866: Лугош - 1868: Темешвар - 1871: Эденбург - 1876: Тарнув - 1880: Кракау - 1895: Вена - 1899: Монастыриска - 1914: штаб, 1-й дивизион — Лемберг, 2-й дивизион — Великие Мосты |

## Покровители
- 1792: фельдмаршал-лейтенант Йоханн фон Месарош
- 1797: генерал кавалерии, граф Максимилиан фон Мерфельд
- 1815: генерал кавалерии, герцог Саксен-Кобург-Готский Эрнст
- 1844: генерал кавалерии, граф Карл Цифаларт
- 1865: генерал кавалерии, граф Карл Грюнне
- 1884—1885: не было
- 1885: фельдмаршал-лейтенант, кронпринц Рудольф
- 1889—1894: не было
- 1894: фельдмаршал-лейтенант, эрцгерцог Отто
- 1906: генерал кавалерии, рыцарь Рудольф фон Брудерманн

## Командиры
| - 1791: полковник барон Антон фон Шубирц - 1796: полковник Эцехель фон Маттяшовский - 1798: полковник Ахиллес фон Бреа - 1800: полковник Людвиг Валльмоден, граф Гимборн - 1807: полковник барон Йозеф фон Богдан - 1809: полковник барон Людвиг фон Вильгенхайм - 1814: полковник граф Бартоломеус Альберти де Поха - 1819: полковник Вильям Фридрих фон Хаммерштейн, барон Экворд - 1823: полковник принц Фридрих Антон Гогенцоллерн-Хехинген | - 1831: полковник барон Корнелиус фон Данкельманн - 1838: полковник Адольф фон Менген - 1845: полковник Карл фон Альмаш - 1849: полковник граф Герман Ностиц-Ринек - 1851: полковник барон Вильгельм фон Коллер - 1858—1865: полковник Адольф фон Менген - 1865: полковник Фридрих Циглер фон Клиппхаузен - 1869: полковник Эдуард Фляйсснер, барон фон Востровиц - 1870: полковник Александр Кальноки, граф де Кёрёшпатак - 1874: полковник барон Карл фон Лашоллайе | - 1878: подполковник граф Рудольф Грюнне - 1878: подполковник Франц Кунц - 1882: полковник барон Отто фон Гемминген-Гуттенберг - 1887: подполковник граф Альберт Ностиц-Ринек - 1892: полковник Карл Длауховески, барон фон Лангендорф - 1898: полковник граф Оскар Лудольф - 1903—1907: полковник Эмиль Свобода - 1909—1912: полковник шевалье Ойген Руис де Рохас - 1913—1914: полковник Фридрих Вайсс фон Шлезенбург |